# Ocnogyna masseuroi
Ocnogyna masseuroi är en fjärilsart som beskrevs av Turati 1930. Ocnogyna masseuroi ingår i släktet Ocnogyna och familjen björnspinnare. Inga underarter finns listade i Catalogue of Life.